# The Legend of Zelda: Echoes of Wisdom
The Legend of Zelda: Echoes of Wisdom (яп. ゼルダの伝説 知恵のかりもの Zeruda no Densetsu: Chie no Karimono) (с англ. — «Легенда о Зельде: Отголоски мудрости») — компьютерная игра в жанре action-adventure из серии The Legend of Zelda, изданная Nintendo для Nintendo Switch. В игре игрок управляет принцессой Зельдой, а её художественный стиль схож со стилем ремейка Link's Awakening 2019 года.

## Игровой процесс
Игроки будут управлять принцессой Зельдой, которая сможет использовать силу волшебного Жезла Трифа (англ. Tri Rod) для создания и дублирования объектов, известных как «эхо» или «отголоски» (англ. echoes), которые являются имитацией предметов и монстров (в русской локализации игры называются «копиями»). Отголоски можно свободно использовать по всему миру, хотя существует ограничение на количество вызываемых отголосков, о чём свидетельствует количество треугольников, видимых рядом с феем Триф.
Кроме того, игрок может «привязывать» объекты так, чтобы объект двигался при его движении (или наоборот: чтобы он двигался при движении объекта, что позволяет ему пари́ть).
Зельда может путешествовать различными способами, включая отголоски, места быстрого перемещения или лошадь. Кроме того, она может менять наряды и снаряжение, а также комбинировать ингредиенты для приготовления коктейлей.

## Сюжет
Спасая Зельду от Ганона, Линк исчезает после того, как его затягивает в таинственный разрыв, причём подобные разрывы появляются по всему Хайрулу, и в них исчезают и другие его обитатели. С помощью загадочного фея по имени Триф (англ. Tri), который даёт ей Жезл Трифа (артефакт, способный волшебным образом копировать и воспроизводить объекты), Зельда намеревается спасти Линка и Хайрул.
В игровой версии Хайрула присутствуют многие народы из канонического Хайрула, включая Деку-Скрабов, Герудо, Горонов, а также речных и морских Зора.

## Разработка
В игре использован такой же художественный стиль, как и в ремейке Link's Awakening (2019) для Nintendo Switch.
Echoes of Wisdom — это первая игра основной линии из серии Zelda, в которой принцесса Зельда явно играет главную роль. Ранее она появлялась в спин-оффах Philips CD-i Zelda: The Wand of Gamelon (1993) и Zelda's Adventure (1996), а также спин-оффах Hyrule Warriors (2014) и Cadence of Hyrule (2019).
Впервые об игре было объявлено 18 июня 2024 года во время Nintendo Direct. Выход игры состоялся 26 сентября 2024.

## Отзывы
| Иноязычные издания | Иноязычные издания |
| Издание            | Оценка             |
| ------------------ | ------------------ |
| Edge               | 9/10               |

The Legend of Zelda: Echoes of Wisdom получила «в целом благоприятные» отзывы от критиков, согласно агрегатору рецензий Metacritic, а 91 % критиков рекомендовали игру, согласно OpenCritic. Большинство критиков хвалили игру за чувство свободы, которое она даёт игрокам. Основные критические замечания касались производительности игры, так как частота кадров на Switch нестабильна, а также системы меню, используемой для выбора копий во время игры. Всего в игре 127 копий, а для их выбора нужно прокрутить вбок длинный ряд иконок; говоря об этом, режиссёр Сатоси Терада заявил, что таким образом он поощряет игроков экспериментировать, заставляя их «натыкаться и видеть копии, которое они, возможно, не замечали».